# Monolocale (Maninni)
Monolocale è un singolo del cantautore italiano Maninni, pubblicato il 17 novembre 2023 come terzo estratto dal primo album in studio Spettacolare.

## Descrizione
Il brano, scritto dallo stesso cantautore con Gianluca Giagnorio, Giovanni Pollex e Lara Ingrosso, è prodotto dallo stesso Maninni con Enrico Brun, Luca Ghiazzi, in arte Shune e Luca Di Blasi, in arte Dibla.

## Video musicale
Il video musicale è stato pubblicato in concomitanza all'uscita del brano attraverso il canale YouTube del cantautore.

## Tracce
Testi e musiche di Alessio Mininni, Gianluca Giagnorio, Giovanni Pollex e Lara Ingrosso.
1. Monolocale – 2:47